# CIV (Band)
CIV war eine Band aus New York, die sich zwischen den Musikgenres Hardcore und Pop-Punk bewegte.

## Geschichte
Die Band ist nach ihrem Sänger Anthony Civarelli benannt. Zwei Mitglieder der Band (Civarelli und Smilios) waren Mitglieder der Gorilla Biscuits. Bandmitglied Siegler spielte zuvor in diversen anderen Hardcore-Bands, unter anderem Youth of Today und Judge.
Nach der Trennung von Gorilla Biscuits eröffnete Civarelli ein Tattoostudio auf Long Island. Nachdem die Band Quicksand einen Majorlabel-Vertrag unterschrieben hatte, vereinte Schreifels die letzten Mitglieder seiner vorherigen Band wieder und nahm mit ihnen ein Album auf, wobei er auch als Produzent fungierte. Es entstand Set Your Goals. Beim zweiten Album Thirteen Day Getaway war Schreifels nicht mehr dabei. Nachdem Thirteen Day Getaway veröffentlicht worden war, löste sich CIV 2000 auf.
2008, 2011 und 2012 fand sich die Band für einzelne Konzerte wieder zusammen, darunter für einen Auftritt beim belgischen Groezrock-Festival.
Zur bekanntesten Single der Band, Can’t Wait One Minute More, wurde ein Musikvideo veröffentlicht. Das Stück wurde 2005 in einem Werbespot für Nissan verwendet. Lou Koller von der Band Sick of It All war als Gastsänger in dem Stück zu hören. Songs wie All Twisted, Haven’t Been Myself in a While, und Something Special wurden in der Fernsehsendung What’s New, Scooby-Doo? verwendet. Die kalifornische Melodic-Hardcore-/Pop-Punk-Band Set Your Goals ist nach dem ersten CIV-Album benannt.

## Diskografie
- 1995: Set Your Goals (Revelation Records)
- 1995: So Far, So Good, So What? (EP, Atlantic Records)
- 1998: Thirteen Day Getaway (Atlantic Records)
- 2000: (Split-EP mit Sobut und Funside, DEA)
- 2009: Solid Bond: The Complete Discography (Kompilation, Equal Vision Records)